# グロム・タハーンラープティ11駅
グロム・タハーンラープティ11駅（グロム・タハーンラープティ11えき、タイ語:สถานีกรมทหารราบที่ 11）はタイ王国バンコク都バーンケーン区にある、バンコク・スカイトレイン（BTS）スクムウィット線の駅。駅番号は「N16」。グロム・タハーンラープティ11は第11歩兵連隊の意味である。

## 概要
パホンヨーティン通りの直上、ソイ53付近に位置する。
BTSスクムウィット線3期区間として、2020年6月5日に当駅が開業。

## 駅構造
高架式2面2線の相対式ホーム。可動式ホーム柵によるホームドア設置駅。

### 駅階層
| 3階                                |                                                |                        |
| 相対式ホーム（可動式ホーム柵有り） |                                                |                        |
| 1番線・上り■スクムウィット線       | モーチット・サイアム・サムロン・ケーハ方面     |                        |
| 2番線・下り■スクムウィット線       | ワット・プラシーマハタート駅・クーコット駅方面 |                        |
| 相対式ホーム（可動式ホーム柵有り） |                                                |                        |
| 2階                                | コンコース                                     | 自動券売機、自動改札口 |
| 1階                                | 出入口                                         | パホンヨーティン通り   |

## 駅周辺
- 第11歩兵連隊駐屯地
- BMTAバーンケーンバスターミナル